# Protophasma
Protophasma es un género extinto de insectos del Carbonífero de Francia. Tenía en torno de los 12 cm de envergadura y recientemente se está pensando que puede constituir un vínculo entre los órdenes Orthoptera y Dictyoptera.
En el marco del análisis general de los insectos arqueortoptéridos (que incluye Orthoptera y los órdenes extintos Caloneurodea y Titanoptera), se ha redescrito el espécimen Protophasma dumasii como especie tipo de Protophasmatidae. La morfología de sus alas delanteras permite asignar este taxón a Archaeortoptera, pero la morfología de las traseras es muy similar a la de Blattodea, con algunas características particulares. Protophasma dumasii comparte varias simplesiomorfias con Blattodea y Neoptera. Por lo tanto, esta especie es una buena candidata para ser calificada como absolutamente fuera de grupo, con el propósito de futuros análisis filogenéticos de Archaeorthoptera.